# Doloclanes dolophion
Doloclanes dolophion är en nattsländeart som beskrevs av Schmid 1991. Doloclanes dolophion ingår i släktet Doloclanes och familjen stengömmenattsländor. Inga underarter finns listade i Catalogue of Life.